# Prudent Beaudry
 (octobre 2018).
Si vous disposez d'ouvrages ou d'articles de référence ou si vous connaissez des sites web de qualité traitant du thème abordé ici, merci de compléter l'article en donnant les références utiles à sa vérifiabilité et en les liant à la section « Notes et références ».
Pour les articles homonymes, voir Beaudry.
Prudent Beaudry (Mascouche, 24 juillet 1816 - Los Angeles, 29 mai 1893) est un homme politique américain d'origine québécoise. Maire de Los Angeles, il succéda à James R. Toberman en 1874 et gouverna la ville pendant deux années.
Prudent Beaudry naît à Mascouche le 24 juillet 1816. D'une énergie, d'un dynamisme et d'une sagacité hors pair, Prudent Beaudry fut le premier agent immobilier d'envergure en Californie. Il amassa cinq fortunes, en perdit quatre et devint l'un des maires les plus célèbres de l'histoire de Los Angeles.

## Biographie

### Origines
Prudent Beaudry père s’installe à Mascouche lorsqu’il épousa la mascouchoise Marie-Anne Boismé (Bohémier) en 1807. La famille Beaudry y élève ses sept premiers enfants dont quatre garçons : Jean-Louis Beaudry qui devient maire de Montréal, Jean-Baptiste, Jean-Prudent (Prudent fils) et Joseph. Les Beaudry quittent Mascouche vers le début des années 1820 pour Sainte-Anne des Plaines où Victor, leur cinquième garçon, naît. Les frères Beaudry étaient connus à l’époque comme commerçants tant à Montréal que dans l’Ouest américain.

### Premiers pas en affaires
Après avoir fait ses études à Montréal et New York, Prudent fils bourlingue entre la Nouvelle-Orléans, Montréal où ses frères Jean-Louis et Jean-Baptiste possèdent un magasin d’importation, et, San Francisco, où son autre jeune frère Victor est allé y chercher de l’or en 1849. Avec ce dernier, il fait le commerce de la glace et de sirop. Après avoir spéculé sur l’achat d’immeubles, les affaires tournent mal et au début des années 1850, il part à Los Angeles avec environ mille piastres de marchandises pour les revendre un mois plus tard avec un profit de vingt et mille piastres.

### Retour à Montréal
Au début de 1855, il retourne à Montréal et repart à l’automne pour l’Europe, visitant entre autres l’Exposition Universelle. À son retour de voyage, il s’installe dans la métropole pour y faire du commerce comme son frère aîné Jean-Louis. Ce dernier, également natif de Mascouche, va bientôt devenir maire de Montréal et le demeurer à intervalles pendant environ dix ans (de 1862 à 1885). Prudent y organise également une compagnie de cavalerie volontaire dont il est le capitaine pour quelques années.

### Installation définitive à Los Angeles
Après six ans d’absence, Prudent Beaudry émigre de nouveau à Los Angeles et, toujours avec son frère Victor, il fait successivement fortune et banqueroute dans divers domaines, dont l’achat d’une mine d’or et d’argent et l’exploitation d’un des édifices commerciaux les plus élégants de l’époque. À compter de 1867, il acquiert à bas prix la colline escarpée qui domine le village de Los Angeles dont le sol est alors considéré de peu de valeur. Prudent Beaudry était un spéculateur : il a misé avec raison sur la construction en cours du chemin de fer ouvrant l’Ouest américain et s'enrichit en revendant aux nouveaux arrivants des parcelles de terrain au triple de leur valeur. Prudent Beaudry est ainsi consacré premier agent immobilier d'envergure en Californie. Propriétaire immobilier notoire, il possède beaucoup de terrains au centre-ville près de la rue Temple.
Poursuivant ses affaires, il achète le système d’aqueduc et remplace les tuyaux de bois par des tuyaux de fer. Il fonde avec quelques amis français la « Los Angeles City Water Co. ». Astucieux, il fait creuser un immense réservoir et installe une pompe qui achemine l’eau des sources situées sur les terrains bas vers les 900 acres de terrain qu’il possède sur les hauteurs, évitant ainsi le transport des barils d’eau sur des chariots. En peu de temps, des maisons s’élèvent en grand nombre, entourées de jardins soigneusement entretenus. Trente ans plus tard, la ville de Los Angeles rachète le réseau dont la valeur atteignit deux millions de dollars, somme phénoménale à l'époque.
Sa réussite en affaires le rend si populaire qu’il est élu conseiller municipal en 1871 et, trois ans plus tard, maire de Los Angeles jusqu’en 1876. Beaudry n'est pas le premier francophone à occuper la mairie de Los Angeles : Damien Marchesseault l'avait été en 1859-1860 et 1861-1865, ainsi que Joseph Mascarel, français né à Marseille (1865-1866). Au cours de son mandat, loin d'oublier son pays natal, il crée la Fondation Prudent Beaudry à l'École polytechnique de Montréal.
Toutefois la crise économique de ces années le conduit encore une fois pratiquement à la faillite. Perspicace, Prudent Beaudry retroussa ses manches, embauche un ingénieur diplômé de la première promotion de l'École polytechnique de Montréal pour réaliser des transformations paysagistes, construire de nouvelles villas et reprendre la vente des propriétés. Plus tard, l'ex-maire de Los Angeles crée le « Temple Street Cable Railroad » permettant l'accès facile à ses terrains surélevés d'« Angeleno Heights » et de « Bunker Hill ».
Admirés, adulés même par certains, les frères Beaudry ont laissé une trace indélébile dans l'histoire de Los Angeles et de la Californie. Victor meurt à Montréal en 1888, Prudent, le 29 mai 1893 à Los Angeles, mais son corps est rapatrié à Montréal où il est inhumé le 10 juin 1893, au cimetière Notre-Dame-des-Neiges.

## Hommages
En octobre 1978, la ville de Los Angeles a tenu une exposition sur Prudent Beaudry à l’occasion de la visite du Premier ministre du Québec, monsieur René Lévesque.
Une rue du centre-ville de Los Angeles est aujourd'hui nommée en son honneur.

### Sources
- (en-CA) Andy Riga, « the montreal connection to l.a. that does not involve bagels », sur montrealgazette, Montreal Gazette, 6 mai 2009 (consulté le 9 février 2021)